# Sex, Lies, and Videotape
Sex, Lies, and Videotape is een Amerikaanse film van filmregisseur Steven Soderbergh die uitgebracht werd in 1989.
De film betekende de doorbraak van Soderbergh. De cineast vertelt op de dvd dat hij de film in acht dagen schreef maar hij voegt eraan toe dat hij er al een jaar over nagedacht had.
De film won de Gouden Palm op het Filmfestival Cannes van 1989, waar ook hoofdrolspeler James Spader de prijs voor Beste Acteur in ontvangst mocht nemen. De film won eveneens de publieksprijs op het Sundance Film Festival.

## Verhaal
Na negen jaar verschijnt Graham Dalton opnieuw in de stad waar hij opgroeide. Zijn oude vriend John Mullany verwelkomt hem bij hem thuis. John is gehuwd met de verlegen en wat gereserveerde Ann. Hij bedriegt haar echter met haar zus Cynthia. Graham en Ann kunnen spoedig goed opschieten met elkaar.
Op een dag ontdekt Ann dat Graham een hele collectie videocassettes bezit en dat elke cassette voorzien is van een vrouwennaam. 

## Rolverdeling
| Acteur            | Personage              |
| ----------------- | ---------------------- |
| James Spader      | Graham Dalton          |
| Andie MacDowell   | Ann Bishop Mullany     |
| Peter Gallagher   | John Mullany           |
| Laura San Giacomo | Cynthia Patrice Bishop |
| Steven Brill      | Barfly                 |
| Ron Vawter        | de therapeut           |